# Maków (Łódź)
Maków is een dorp in het Poolse woiwodschap Łódź, in het district Skierniewicki. De plaats maakt deel uit van de gemeente Maków en telt 1 600 inwoners.